# 李谦 (1909年)
李谦（1909年1月13日—1931年2月3日），原名李隆光，又名李刚，号仲武，湖南醴陵人，中国共产党党员，黄埔军校一期生。

## 生平
李谦1909年出生于湖南醴陵县城的芋园，书香门第。父亲李昌珪是前清秀才，与程潜、何健是同学，靠教私塾为生，长子早夭，次子李隆郅（即李立三），三子就是李谦。
1916年读书，1920年考入县立中学，与蔡申熙、左权、张际春、宋时轮等同班。后来在李立三的影响下参加反帝爱国学生运动，创办《前进》周刊。
1924年先后考入广州陆军讲武堂和黄埔军校，经蒋先云介绍加入中国共产党。
1925年2月参加讨伐陈炯明的东征，为最年轻之奋勇队员。7月编入蒋介石任军长的国民革命军第一军第二师担任连长。
1926年调入程潜任军长的国民革命军第六军第十九师二团任营长，参加北伐。率部攻克南昌和南京，并救军长程潜于险境，升任团长。
1927年被程潜送入日本陆军士官学校深造，专攻军事战术。 
1929年8月和张云逸一起从上海奉中共中央指示到广西，化名李谦。在广西军委负责人陈豪人的安排下开办教导总队，次任广西第4警备大队副大队长，协助张云逸改造部队。10月参加邓小平领导的南宁兵变。12月参与陈豪人、张云逸领导的百色起义，任中共广西前委委员，中国工农红军第七军副军长兼第一纵队队长。
1930年2月在红七军攻打南宁途中以寡敌众，守卫隆安，打出了七军的威风。4月和陈豪人、李明瑞率领第一纵队游击黔桂边，并与张云逸率领的第二纵队合击榕江县城，取得大捷。6月和邓小平一起回师百色，巩固右江根据地。11月参加河池整编，出任红七军第20师师长。并和师政委陈豪人一起率师北上，转战黔湘粤。
1931年1月任整编后的红七军第58团副团长兼第1营营长，团长是红七军总指挥李明瑞。2月3日率队在粤北乳源县梅花战斗中阵亡，时年22岁。

## 评介
李谦是红七军中最优秀也是中国工农红军早期不可多得之军事长才。他不仅作战勇猛顽强，能独挡一面，机智灵活，出奇制胜。而且粗中有细，同士兵同甘共苦，身先士卒，攻城略地。被称为张飞大队长和与士兵同甘共苦的领导者。